# Minthea acanthacollis
Minthea acanthacollis là một loài bọ cánh cứng trong họ Bostrichidae. Loài này được Carter & Zeck miêu tả khoa học năm 1937.